# Tsaft
Tsaft (Tamazight: ⵜⵙⴰⴼⵜ) is een stad en gemeente gelegen in het Rifgebergte in het noordoosten van Marokko. De stad ligt in het stamgebied van de Ait Touzine. Tsaft telde in 2024 ruim achtduizend inwoners.